# 太空葬

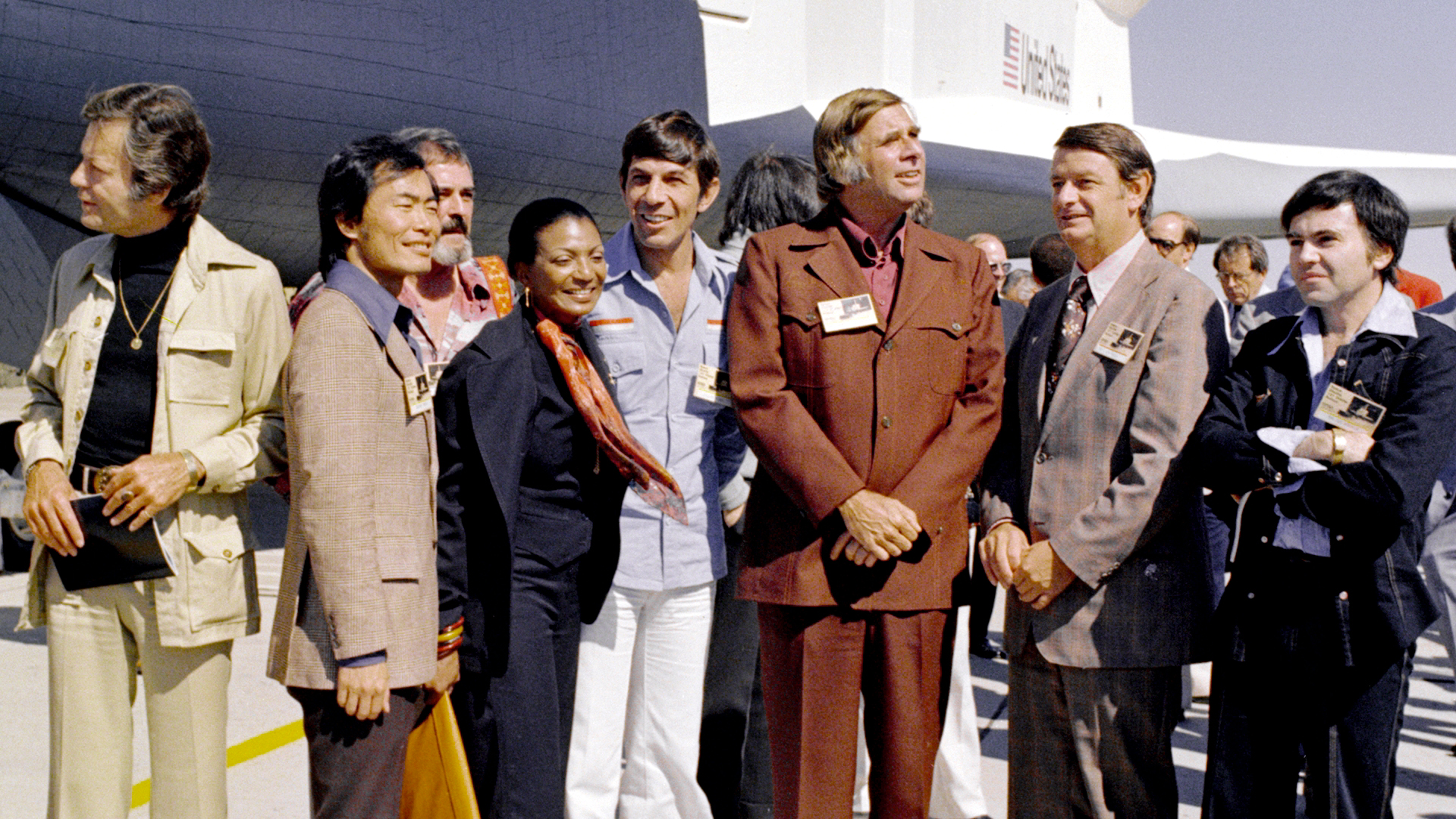
企業號航天飛機與《星際迷航》電視演員和機組人員一起從帕姆代爾製造工廠推出。 從左到右依次為：德福雷斯特·凱利 (DeForest Kelley)，他在該劇中飾演“骨頭”麥考伊博士； 喬治·武井（蘇魯先生）； James Doohan（首席工程師 Montgomery “Scotty” Scott）； 尼切爾·尼科爾斯 (Nichelle Nichols)（烏胡拉中尉）； 倫納德·尼莫伊（斯波克先生）； 系列創作者吉恩·羅登伯里； 美國宇航局副局長喬治·洛； 還有沃爾特·柯尼希（帕維爾·契訶夫少尉）。

太空葬是指把人類遺骸或骨灰放在外太空的做法，通常會把死者骨灰用火箭送到太空。

## 歷史
太空葬的概念是由科幻小說作家尼爾·瓊斯在小說中提出，後來於1931年被雜誌神奇故事（Amazing Stories）刊登。後來，理查德·鮑羅於1977年4月3日在西雅圖時報發表文章，提議將太空葬作為商業服務。從1997年開始，部分私人公司已提供太空葬服務。